# Friedrich von Gerok
  Karl Christof Friedrich von Gerok  , né le 26 mai 1854 et mort le 18 septembre 1937 est un General (Allemagne) allemand.

## Biographie
Il entre dans le corps des cadets dans le 119e régiment de grenadiers (de) le 4 avril 1872. Il est nommé sous-lieutenant le 17 octobre 1873. Du 23 mai 1881 au 29 septembre 1885 il sert comme adjudant régimentaire dans le 123e régiment de grenadiers (de) puis dans la 54e brigade d'infanterie à Ulm. Le 18 août 1888 il est promu capitaine et commandant de compagnie dans le 124e régiment d'infanterie (de). Du 28 décembre 1893 au 23 février 1897 il est adjudant dans le 13e corps d'armée et est nommé major et commandant de 3e bataillon du 125e régiment d'infanterie (de). Le 7 juillet 1907 il est nommé lieutenant-colonel et est transféré à l'état-major du 16e régiment d'infanterie. Le 18 août 1908 il est promu général et commande la 54e brigade d'infanterie (de) à Ulm. Le 21 avril 1911 il est promu au grade de lieutenant général et commande la 26e division d'infanterie. Le 21 septembre 1912 il est nommé gouverneur militaire d'Ulm.
Durant la Première Guerre mondiale en 1914 il commande la 54e division de réserve. Le 30 août 1914 il est promu au grade de général d'infanterie.  Le 11 septembre 1914 il est nommé commandant du 24e corps de réserve. Le 26 octobre 1914 il combat sur le Front de l'Ouest (Première Guerre mondiale) au Siège de Lille (1914) (26-28 octobre 1914) et à la Première bataille d'Ypres (30 octobre-22 novembre 1914). En décembre 1915 le corps est déplacé sur le Front de l'Est (Première Guerre mondiale) pour la Bataille de Łódź (1914) puis la Bataille de Bolimov et la Bataille de Varsovie (1915). Du 13 mai au 9 août 1916 le corps participe à la bataille de Verdun. En septembre 1917 le corps s'installe dans les Carpates. En 1917 le corps retourne à l'ouest et participe à la Bataille du Chemin des Dames et à l'Offensive du Printemps,. 
En 1918 il est nommé gouverneur militaire d'Ulm. Le 10 juin 1918 il est démis de ses fonctions.

## Distinctions
- Croix de fer, 1914 de première classe.
- Pour le Mérite, 7 juillet 1915.
- Ordre de l'Aigle rouge,
- Ordre royal d'Albert le Valeureux Roi de Saxonie
- Ordre militaire de Saint-Henri